# Sweetie (avatar internet)
Pour les articles homonymes, voir Sweetie.
Sweetie était un enfant virtuel en animation informatique, créé en 2013 par Terre des hommes, ONG de défense des droits des enfants, pour mener des opérations sous couverture. Cette simulation servait à attirer des prédateurs sexuels pour leur soutirer des données personnelles et les transmettre aux services de police.

## Création
En 2013, la branche hollandaise de Terre des hommes a remarqué que les efforts déployés pour combattre le tourisme sexuel impliquant des enfants dans des pays pauvres a conduit les pédocriminels à chercher leurs victimes en ligne ; elle s'associe avec Lems, agence locale de publicité (qui dans un premier temps préfère demeurer anonyme) pour créer l'image réaliste et animée d'une enfant philippine de 10 ans.

## Processus
Un « marionnettiste » de Sweetie rejoint un salon de discussion en se présentant comme une enfant philippine âgée de 10 ans. Les prédateurs sexuels ouvrent une connexion par webcam avec Sweetie, que les programmeurs se chargent d'animer en temps réel grâce à la technique de capture de mouvement. À mesure que progresse la discussion entre Sweetie et le prédateur, ce dernier procède à un virement bancaire de 20 dollars et donne son identifiant sur Skype. Après avoir recueilli les informations, les animateurs ferment la fenêtre de discussion et transmettent les renseignements à la police locale ou à Interpol.
Après avoir reçu une lettre des Nations unies, l'équipe de l'agence Lemz reconnaît avoir initié cette opération. Mark Woerde, directeur stratégique de Lemz, a accepté une interview publique pour l'émission hollandaise RTL Late Night, dans laquelle il explique la nature de son intervention et déclare que, pour des raisons de sécurité, l'agence n'a plus aucune relation avec Terre des hommes, Sweetie ni les activités policières.

## Résultats
Sweetie, qui a fonctionné pendant 10 semaines, a été contactée par plus de 20 000 utilisateurs issus de 71 pays. L'ONG Terre des hommes a identifié 1 000 suspects de prédation sexuelle et a transmis leurs noms, leurs adresses IP et leurs identifiants de réseaux sociaux à Interpol,.
La première arrestation grâce aux informations de l'opération Sweetie a lieu à Brisbane en février 2014 ; néanmoins, Troels Ørting Jørgensen, qui travaille pour le Centre européen de lutte contre la cybercriminalité, a fait part de son inquiétude sur le fait que les juges pourraient voir en Sweetie un dispositif de provocation, et par conséquent rejeter les preuves (en) fournies par Sweetie. Sweetie a conduit à l'arrestation de 46 personnes en Australie. En 2014, un homme australien devient la première personne condamnée à l'issue de cette opération sous couverture.
Sweetie a été désactivée et « ne sera plus jamais activée ».

### Documentation
- Charles Carrasco & AFP, « Sweetie, la fillette virtuelle qui traque les pédophiles », sur europe1.fr, 4 novembre 2013
- « Pédophilie : onze Français parmi les prédateurs de Sweetie », Le Parisien,‎ 14 novembre 2013 (lire en ligne).
- Sabah Kemel, « L'enfant virtuel Sweetie fait condamner son premier pédophile », Le Figaro,‎ 21 octobre 2014 (lire en ligne).